# 5060 Yoneta
5060 Yoneta este un asteroid din centura principală de asteroizi.

## Descriere
5060 Yoneta este un asteroid din centura principală de asteroizi. A fost descoperit pe 24 ianuarie 1988 la Kushiro de Seiji Ueda și Hiroshi Kaneda. Asteroidul prezintă o orbită caracterizată de o semiaxă mare de 2,61 ua, o excentricitate de 0,19 și o înclinație de 2,0° în raport cu ecliptica.